# 山縣裕一郎
山縣 裕一郎（やまがた ゆういちろう、1957年（昭和32年 - ）は、日本の実業家。元東洋経済新報社代表取締役会長、作家。

## 来歴・人物
慶應義塾大学経済学部卒。1979年に東洋経済新報社に入社。月刊「ベンチャークラブ」編集長、「週刊東洋経済」編集長、常務取締役編集局長、常務取締役を経て、2012年10月1日付で代表取締役社長に就任した。2017年12月22日付で代表取締役会長に就任した。

## 著書
- 『図解経済統計の超解読術』 （1996年、東洋経済新報社） ISBN 978-4-492-08915-6
- 『東アジア経済圏90年代を読む』 （1989年、東洋経済新報社） ISBN 978-4-492-44100-8
- 『私のアメリカ・ジャーナリズム修行―Reflections of New York』 （1992年、東洋経済新報社） ISBN 978-4-492-04069-0）

## 出演番組
- 森本毅郎・スタンバイ! （TBSラジオ、木曜日担当コメンテーター。不定期出演→2004年8月12日 - 2020年12月24日）
- NEWS21 サンデースコープ経済版（BS-TBS、不定期ゲスト）